# European Pressphoto Agency
European Pressphoto Agency BV (EPA Images) é uma agência de notícias internacional especializada em fotografia.
Imagens de todas as partes do mundo, a cobrir as mais variadas notícias sobre política, desporto, negócios, finanças, bem como artes, cultura e entretenimento, são fornecidas por uma rede global de mais de 400 fotógrafos profissionais e incluídas no serviço EPA Images. O serviço de imagens e vídeos da EPA Images baseia-se tanto na ampla rede de fotógrafos em todo o mundo quanto na produção diária das suas agências membros, todas líderes de mercado nos respectivos países. Todas as fotos são editadas e distribuídas a clientes e parceiros em todo o mundo pela sede da companhia situada em Frankfurt, na Alemanha, que funciona 24 horas por dia.
O serviço internacional de imagens da EPA é utilizado por diversos meios de comunicação, bem como por parceiros e acionistas da EPA em todo o mundo. Atualmente, o serviço editorial da empresa oferece aproximadamente 2200 novas imagens por dia.
O arquivo de fotografia da EPA remonta a 1997 e tem mais de dez milhões de imagens em estoque, a maioria das quais pode ser visualizada online.

## História
A EPA Images foi fundada em 1985 por sete agências de notícias europeias. As agências, AFP de França, ANP dos Países Baixos, ANOP (agora Lusa) de Portugal, ANSA de Itália, Belga da Bélgica, DPA da Alemanha e EFE de Espanha foram motivadas pelo que consideravam ser uma falta de alternativas ao sistema anglo-saxónico de serviços de fotografia oferecidos na época.
Originalmente concebido como um veículo para troca de fotos do serviço doméstico das agências membros; incluía também o serviço mundial da AFP e outros serviços e fornecedores europeus. Expandiu-se para uma entidade mais independente à medida que a Europa Oriental se abriu. Esses novos mercados, juntamente com a guerra na ex-Jugoslávia, levou a EPA a empregar os seus próprios fotógrafos nessas regiões. Apesar destes desenvolvimentos, a EPA permaneceu sob os auspícios dos seus membros/proprietários, a quem servia exclusivamente.

### Acionistas da EPA e a globalização da empresa
Em 1995, a EPA Images tinha dez membros com as adições da Keystone, em 1985, da APA da Áustria, em 1986, e da Lehtikuva da Finlândia, em 1987. A Pressensbild da Suécia juntou-se em 1997, seguida pela Scanfoto (mais tarde Scanpix Noruega) da Noruega e Nordfoto (mais tarde Scanpix Dinamarca) da Dinamarca em 1999. A PAP da Polónia aderiu à EPA em 2001.
No início de 2003, após a reestruturação e a saída da AFP, a EPA expandiu-se para o mercado global. Mais tarde, em 2003, a Lehtikuva, a Scanpix Dinamarca/Noruega e a Pressensbild (mais tarde Scanpix Suécia) decidiram não continuar como acionistas. No entanto, a Scanpix Noruega, Suécia e Dinamarca continuaram a cooperação com a EPA sob o nome de Scanpix Scandinavia.
A ANA da Grécia (agora ANA-MPA) juntou-se à EPA como acionista em 2004, seguida pela MTI da Hungria em 2005.
Hoje, a EPA tem oito acionistas, em grande parte grandes agências de notícias nacionais europeias:
- Agência de Notícias de Atenas-Agência de Imprensa da Macedónia (ANA-MPA) na Grécia
- Algemeen Nederlands Persbureau (ANP) nos Países Baixos
- Agenzia Nazionale Stampa Associata (ANSA) em Itália
- Agência EFE em Espanha
- Pedra angular na Suíça
- Lusa – Agência de Notícias de Portugal
- Magyar Távirati Iroda (MTI) na Hungria
- Polska Agencja Prasowa (PAP) na Polónia

## Fotojornalistas
Lucas Dolega, fotojornalista da EPA Images, foi o primeiro jornalista a ser morto durante os protestos na Tunísia de 2010-2011 e o primeiro jornalista a morrer durante os eventos da Primavera Árabe.